# Aleksander Mazowiecki
Aleksander Mazowiecki ou Aleksander de Mazovie (né en 1400 à Płock et mort à Vienne le 2 juin 1444) est un cardinal polonais, cinquième fils du duc polonais Ziemowit IV de Mazovie, souverain de Rawa, Płock, Sochaczew, Gostynin, Płońsk et Wizna et d'Alexandra, fille du grand-duc de Lituanie Olgierd et la sœur du roi de Pologne Władysław II Jagellon.

## Biographie
Aleksander de Mazovie étudie à l'université de Cracovie. Il est notamment recteur de l'université de Cracovie et prévôt de la Cathédrale Saint-Étienne de Vienne. En 1424 il est nommé prince-évêque de Trente. Aleksander de Mazovie assiste au concile de Bâle dans les années 1430. Pendant son absence, en 1436, les citoyens de Trente rédigent un document contre le prince-évêque, l' acte d'accusation, et le présentent à son concurrent le duc Frédéric IV d'Autriche. Ils demandent au duc d'éviter le retour du prince-évêque à Trente. Aleksander de Mazovie ne va revenir que très peu à Trente.
L'antipape Félix V le nomme cardinal lors du consistoire du 2 octobre 1440. Il est nommé patriarche d'Aquilée et légat de l'antipape en Autriche, Pologne et Hongrie, contre le pape Eugène IV. Il est aussi chanoine à Vienne.